# 不純物半導体

シリコン(Si)中にリン(P)がドーピングされたN型半導体。

シリコン(Si)中にホウ素(B)がドーピングされたP型半導体。

不純物半導体（ふじゅんぶつはんどうたい）または外因性半導体（がいいんせいはんどうたい）とは、純粋な真性半導体に不純物（ドーパント）を微量添加（ドーピング）した半導体のこと。ドーピングする元素により、キャリアがホール（正孔）のP型半導体と、キャリアが電子のN型半導体に分類される。
N型とP型のどちらになるかは、不純物元素の原子価、その不純物によって置換される半導体の原子価によって決まる。
例えば原子価が4であるケイ素にドーピングする場合、原子価が5であるヒ素やリンをドーピングした場合がN型半導体、原子価が3であるホウ素やアルミニウムをドーピングした場合がP型半導体になる。

## 性質

### 電荷中性の条件
伝導帯の電子濃度を n、価電子帯の正孔濃度を p、イオン化したドナー濃度を ND、イオン化したアクセプター濃度を NA とすると、以下の電荷中性の条件が成り立つ。
{\displaystyle n+N_{A}=p+N_{D}}

### キャリア密度
ドーピングした不純物が全てイオン化している場合を考える。非縮退半導体の伝導帯の電子濃度 n、価電子帯の正孔濃度 p、真性キャリア密度 ni との間には以下の関係が成り立つ。
{\displaystyle np=n_{i}^{2}}
これと電荷中性の条件から、キャリア濃度は以下のように与えられる。
{\displaystyle n={\frac {N_{D}-N_{A}}{2}}+{\sqrt {\left({\frac {N_{D}-N_{A}}{2}}\right)^{2}+n_{i}^{2}}}}
{\displaystyle p={\frac {N_{A}-N_{D}}{2}}+{\sqrt {\left({\frac {N_{A}-N_{D}}{2}}\right)^{2}+n_{i}^{2}}}}
例えばアクセプター濃度 NA と真性キャリア密度 ni が無視できる時の電子濃度は n = ND となる。同様に、ドナー濃度 ND と真性キャリア密度 ni が無視できる時の正孔濃度は p = NA となる。

### フェルミ準位
非縮退半導体のフェルミエネルギー EF は、真性半導体のフェルミ準位を Ei とすると次のように表せる。
{\displaystyle E_{F}=E_{i}+kT\ln \left({\frac {n}{n_{i}}}\right)=E_{i}-kT\ln \left({\frac {p}{n_{i}}}\right)}
真性半導体のフェルミ準位 Ei は、バンドギャップのほぼ中央に位置する。ドナーを増加させて電子濃度 n を増やすとフェルミ準位は上昇し、伝導帯に近づく。逆にアクセプターを増加させて正孔濃度 p を増やすとフェルミ準位は下がり、価電子帯に近づく。